# Casa Museu Almeida Moreira
A Casa Museu Almeida Moreira é um museu português localizado na na Rua Soar de Cima, na cidade de Viseu.
O museu está instalado na casa que foi residência do capitão Francisco António de Almeida Moreira (1873-1939) (designada por Casa do Soar de Cima), projetada pelo arquitecto Raul Lino.
O seu recheio é constituído por biblioteca e peças várias, pinturas, mobiliário, porcelanas  e escultura, que Almeida Moreira doou para museu-biblioteca patente ao público.

## Coleção
- Obras da coleção privada de Francisco Almeida Moreira: Silva Porto, Marques de Oliveira, José Malhoa, Columbano e António Ramalho;
- Peças de cerâmica, com exemplares relevantes dos vários centros de produção de faiança de Portugal.